# 宾厄姆顿枪击案
宾厄姆顿枪击案（Binghamton shootings）是于2009年4月3日星期五发生在美国纽约州宾厄姆顿市中心的美国公民协会移民服务中心的枪击事件。
美国东部时间4月3日上午10:30左右，一名越南裔移民吉韦利·王（Jiverly Wong）闯入该移民服务中心，见人便开枪，造成包括凶手在内的14人死亡，4人受伤。凶手还曾挟持41人作人质。
美国公民协会移民服务中心是一个为移民和难民提供服务的机构，当时这个中心里有五十余人，其中多数是前来上公民课或英语课的移民。

## 凶手资料
枪击案的凶手吉韦利·王（Jiverly Wong），别名Jiverly Voong，原名王领发（音译自Voong Linh Phat），42岁，越南裔美国人，居住于距离宾厄姆顿3英里的約翰遜城。王生于越南的一个华人家庭，80年代初期来到美国纽约州，然后搬到加利福尼亚州居住。1992年，因涉嫌诈骗被警方逮捕。1995年11月，王加入美国籍。此后不久离开美国。1999年12月回到洛杉矶。居住于加州期间，王曾与蒋秀萍（音译自Xiu Ping Jiang）结婚，但不久后离婚。两人没有子女。
王曾在加州英格尔伍德市居住。居住期间，曾在洛杉矶一家名为Kikka Sushi的寿司店当了将近七年的送货员。 
对于之前称王曾被纽约恩迪科特村附近一家IBM解雇的报道，IBM方面表示，记录显示公司没雇过吉韦利·王，在这家公司工作的是他的父亲亨利·王。一位自称是亨利之女的人表示，她兄弟吉韦利曾在一家吸尘器公司Shop Vac工作，一直工作到该公司在2008年11月停工。事发前，王亦经常到移民服务中心上语言课，直到2009年3月初才中断学习。
王的作案动机目前并不完全清楚，可能与本人最近失业、在纽约很难找到工作和因英语水平低而遭人耻笑等因素有关。据称王在吸尘器公司工作时，就曾对别人说过“I don't like America. America sucks.”（我不喜欢美国，美国很差），也曾提到过暗杀美国总统的想法。

## 事件过程
2009年4月3日，吉韦利·王驾驶着以父亲名义登记的丰田，来到移民服务中心门口，用自己的车堵住服务中心后门，以确保没有人能从后门逃走，然后从前门进入服务中心。据他人描述，王当时身着亮绿色的尼龙夹克、防弹背心，戴着深边眼镜，腰带上插着一把猎刀，一只手电筒，从前门进入移民服务中心后，一言不发，便朝前台接待员和前方的人开火。两名服务中心的人员中弹倒在血泊中，其中一人头部中弹，当场死亡；另一名人员腹部中弹，装死倒下躲过一劫，并在凶手离开之后，躲到桌子下拨打911报警（此时为10:31）。虽然伤势严重，这名接待员在报警后一直向警方传达信息，直至39分钟后自己获救。
凶手然后进入离前台不远的一间教室，朝里面正在上公民入籍课的人群扫射，并挟持了一些人作为人质。附近教室有26名学生，在听到枪声后，紧急躲到地下的锅炉房，躲过一劫。
警方在接到报警后两分钟内便赶到出事现场，封锁现场、附近街道和中学，要求民众避免接近现场，留在屋内不要外出。凶手在听到警笛声后，发现无路可逃，便饮弹自尽。60-90分钟后警方进入服务中心。这期间警方曾请布鲁姆社区学院的越南裔助理教授阮相雄（Tuong Hung Nguyen）到场协助警方了解，该副教授能讲流利的越南话。
在数小时的搜寻之后，SWAT人员在当天下午2:33分，确认建筑物已安全，建筑物内除遗体外已经没有其他人。事件后警方请越南裔的当地高中老师黄诚（Thanh Huynh）为幸存的越南裔移民当翻译，帮助警方了解当时的情况。
吉韦利·王的尸体被警方在服务中心的一楼发现，尸体上有自杀产生的枪弹伤痕。死者脖子上还有一个小背包，包中有子弹，他身边还有两把半自动手枪。警方根据其上面的序号，确认此人就是凶手吉韦利·王。
发生事件的宾厄姆顿曾被评为“美国犯罪率最低的小镇之一”。事件发生后，当时正在欧洲进行访问的美国总统贝拉克·奥巴马，称这场枪击案为“毫无意义的暴力行为”（senseless violence），并对事件的发生感到震惊和悲伤。

## 死伤者名单

### 死者
- Jiverly Wong（吉韦利·王），凶手。
- Parveen Ali，26岁，来自巴基斯坦北部的移民。[33]
- Almir Olimpio Alves，43岁，巴西裔，宾汉顿大学的博士生，当时在移民服务中心上英语课。[34]
- Marc Henry Bernard，44岁，来自海地的移民。[35]
- Maria Sonia Bernard，46岁，来自海地的移民。[35]
- Li Guo，女，[36]47岁，来自中国的访问学者。[35]
- Lan Ho，39岁，来自越南的移民。[35]
- Layla Khalil，女，53岁，来自伊拉克的移民，有三个子女。[37]曾经幸运地在三次汽车炸弹袭击中捡回一条命，但却在此次枪击事件无辜遇难。[38]
- Roberta "Bobbie" King，女，72岁，移民中心的英语老师，当时正在为另一位老师代课。[39]
- Jiang Ling，女，[36]22岁，来自中国的移民。[35]
- Hong Xiu "Amy" Mao，女，[36]35岁，美甲师，2006年从中国移民到美国。[40]
- Dolores Yigal，53岁，来自菲律宾的移民，不久前才到美国。[37]
- Hai Hong Zhong，女，[36]54岁，来自中国的移民。[35]
- Maria Zobniw，60岁，乌克兰裔，公民协会的兼职社会工作者。[40]

### 伤者
四名伤者的年龄在二十岁到五十多岁之间，目前已被送至宾厄姆顿的圣母路得纪念馆医院和强森市的Wilson医疗中心接受救治。伤者名单：
- Shirley DeLucia，61岁，移民中心的前台女接线员。在腹部中弹后，躺在地上装死，并拨打911报警。[43]
- 一名来自中国大陆的陈姓博士。[44]
- 一名中国男性[45]学生身中两枪，被送往医院急救后，情况稳定，没有生命危险。[22]（不确实是否与上面的博士是同一人）